# Cerdistus flavicinctus
Cerdistus flavicinctus là một loài ruồi trong họ Asilidae. Cerdistus flavicinctus được White miêu tả năm 1914. Loài này phân bố ở miền Australasia.